# 조치원대동초등학교
조치원대동초등학교(鳥致院大東初等學校)는 대한민국 세종특별자치시에 있는 초등학교이다.

## 학교 연혁
- 1915.06.25 조치원공립보통학교 개교
- 1938.04.01 조치원침산공립심상소학교로 개칭
- 1941.04.01 조치원침산공립국민학교로 개칭
- 1947.05.25 조치원대동공립국민학교로 개칭
- 1981.03.01 병설유치원 개원
- 1996.03.01 조치원대동초등학교로 개칭
- 2013.03.01 영재학급(인문사회, 수학과학) 3학급(50명) 운영
- 2014.02.28 스마트 스쿨 구축(51교실)
- 2015.06.25 조치원대동초등학교 개교 100주년
- 2016.02.12 조치원대동초등학교 제 97회 졸업(총 19,163명)
- 2016.03.02 초등학교 43학급(특수학급 2학급 포함), 유치원 4학급 편성

## 참고 문헌
- 조치원대동초등학교 - 한국교육학술정보원 학교알리미

## 같이 보기
- 조치원대동초등학교 축구단